# Europäische Sicherheits- und Verteidigungsunion
Die Europäische Sicherheits- und Verteidigungsunion (ESVU) ist ein Konzept Deutschlands, Frankreichs, Luxemburgs und Belgiens vom 29. April 2003 zur Weiterentwicklung der Europäischen Sicherheits- und Verteidigungspolitik, das erstmals 2002 von Dominique de Villepin und Joschka Fischer vorgeschlagen wurde und am 11. Dezember 2017 beschlossen wurde. Die Sicherheits- und Verteidigungsunion wird oft gleichgesetzt mit der „Ständigen Strukturierten Zusammenarbeit“ der EU (englisch Permanent Structured Cooperation – Pesco).

## Chronologie
Am 11. Dezember 2017 unterzeichneten die Außen- und Verteidigungsminister von 25 EU-Mitgliedsstaaten in Brüssel einen Grundsatzbeschluss für eine ständige Zusammenarbeit in Verteidigungsfragen. Es wurde eine ständige strukturierte Zusammenarbeit PESCO in 20 Militärfragen beschlossen. Dänemark und Malta wollten sich nicht an PESCO beteiligen. Die EU-Verträge ermöglichen es, auch in kleineren Staatengruppen eine gemeinsame EU-Verteidigung auszubauen – in einer Art „Koalition der Willigen“.
Die willigen Mitgliedstaaten verpflichteten sich, bei Gefahr Hilfe und Beistand zu leisten, ihre Verteidigungsaktivitäten zu koordinieren, gemeinsame militärische Fähigkeiten auszubauen und ihre Verteidigungsausgaben regelmäßig zu erhöhen.
Das Ziel, eine Europäische Sicherheits- und Verteidigungsunion zu schaffen, wurde 2003 in den Verteidigungspolitischen Richtlinien des Bundesministeriums der Verteidigung festgeschrieben.
Der russische Angriff auf die Ukraine am 24. Februar 2022 stellt eine „Zeitenwende“ in der gemeinsamen Sicherheits- und Verteidigungspolitik der EU dar.  Bis zur Schaffung einer gemeinsamen europäischen Armee könnte der EU-Militärausschuss den schrittweisen Aufbau einer europäischen Verteidigungsarchitektur koordinieren. Die Europäische Verteidigungsagentur könnte zu einer europäischen Rüstungsagentur weiterentwickelt werden, um wirtschaftliche Synergieeffekte bei der Rüstungsbeschaffung der einzelnen nationalen Streitkräfte zu heben. Eine Änderung der EU-Verträge könnte den Schlusspunkt für die Etablierung einer Verteidigungsunion setzen.
Am 23. Februar 2024 forderten Ursula von der Leyen und Friedrich Merz, eine echte Verteidigungsunion zu schaffen. Mehr Waffensysteme „Made in Europe“ kämen einer engeren Verzahnung von Europäischer Union und NATO zugute, in der ja 23 Nationen zugleich Mitglieder der EU sind.
Beim EU-Gipfeltreffen am 6. März 2025 beschlossen bis auf Ungarn alle EU-Mitgliedsstaaten, Verantwortung für einen „gerechten und dauerhaften Frieden in der Ukraine“ zu übernehmen.  Es sollen 650 Milliarden Euro mobilisiert werden, um Flug- und Raketenabwehr, Artilleriesysteme, Raketen und Munition, Drohnen und Drohnenabwehr, Cyber-Kriegführung, Aufklärungs- und Logistikbedarf, sowie Infrastruktur für den Bedarf der EU-Nato-Mitgliedsstaaten anzuschaffen.